# Anil
Anil ou Índigo é a cor da luz entre 450 e 480 nanómetros de comprimento de onda, localizada entre o violeta e o azul. Assim como muitas outras cores (como laranja, rosa e violeta), a origem do nome provém de um objecto natural, a planta índigo que é a fonte do corante anil, pela etimologia, do árabe annir e do persa nil (índigo).
O anil não é uma cor primária, nem aditiva, nem subtrativa. Foi batizada e definida por Isaac Newton quando o físico inglês dividiu o espectro óptico (que é, como se sabe, um contínuo de frequências) e distinguiu sete cores a fim de as ligar aos planetas (então conhecidos), dias da semana, notas na oitava e outras listas com sete elementos.
O olho humano é relativamente insensível à frequência do anil, tanto que muitos não conseguem distingui-lo do azul ou do violeta. Por essa e outras razões, muitos (dentre eles, Isaac Asimov) defendem que o anil não deve ser considerado uma cor propriamente dita mas sim uma variação do azul ou do violeta.
A cor pode ser obtida somando-se o ciano, magenta e amarelo na impressão gráfica, mas sem tinta preta.

## Corante anil
À direita, está representado o tom do corante anil. ISCC-NBS Dictionary of Color Names (1955) - amostra #179 (em inglês)